# Nova Olinda do Norte
Nova Olinda do Norte is een gemeente in de Braziliaanse deelstaat Amazonas. De gemeente telt 31.012 inwoners (schatting 2009).